# Hyundai Motorsport
Hyundai Motorsport est la division sportive de Hyundai Motor, elle est basée à Alzenau en Allemagne. L'équipe est impliquée dans le Championnat du monde des rallyes (WRC) depuis 2014. Elle développe également des voitures de tourisme de catégorie TCR.

## Histoire

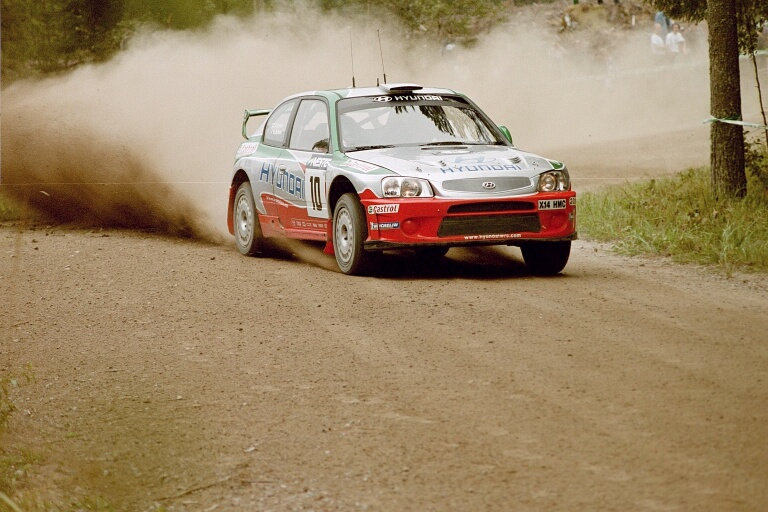
Alister McRae sur l'Accent WRC au Rallye de Finlande 2001.

Hyundai fait son apparition dans le sport automobile en participant à la classe F2 du Championnat du monde des rallyes en 1998 et 1999.
En septembre 1999, Hyundai dévoile l'Accent WRC qui est basée sur le modèle de la Hyundai Accent.
La Hyundai WRC fait ses débuts en championnats du monde au Rallye de Suède 2000 et se hisse pour la première fois dans le Top 10 lors du rallye d’Argentine, quand Alister McRae et Kenneth Eriksson terminent respectivement septième et huitième. Eriksson prend ensuite la cinquième place en Nouvelle-Zélande et la quatrième en Australie.
En 2001, Hyundai aborde la compétition avec la Hyundai Accent WRC2, évolution de la première version et présentée comme beaucoup plus fiable que sa devancière. Si la fiabilité est au rendez-vous, les performances de la voiture ne sont pas encore assez bonnes pour concurrencer les quatre grosses écuries de l’époque (Ford, Mitsubishi, Peugeot et Subaru). Cependant, à la fin de saison, lors du Rallye de Grande-Bretagne, Hyundai décroche son meilleur résultat : McRae termine 4e et Eriksson se classe 6e.
Pour la saison 2002, Hyundai recrute le quadruple champion du monde Juha Kankkunen, avec Freddy Loix et Armin Schwarz comme coéquipiers. Le meilleur résultat de Kankkunen est une cinquième place en Nouvelle-Zélande et Hyundai termine 4e du classement des constructeurs en devançant Škoda et Mitsubishi pour un petit point. En septembre 2003, après une saison entravée par des contraintes budgétaires, Hyundai annonce son retrait et prévoit alors de revenir pour l’année 2006, ce qui ne sera pas le cas.
En 2006, à la suite de l'annonce de la FIA de l'organisation d'un Grand Prix de Formule 1 en Corée du Sud à partir de 2010, Hyundai annonce son intention de créer une écurie de Formule 1 avec Samsung comme partenaire. Toutefois, le projet ne verra jamais le jour.

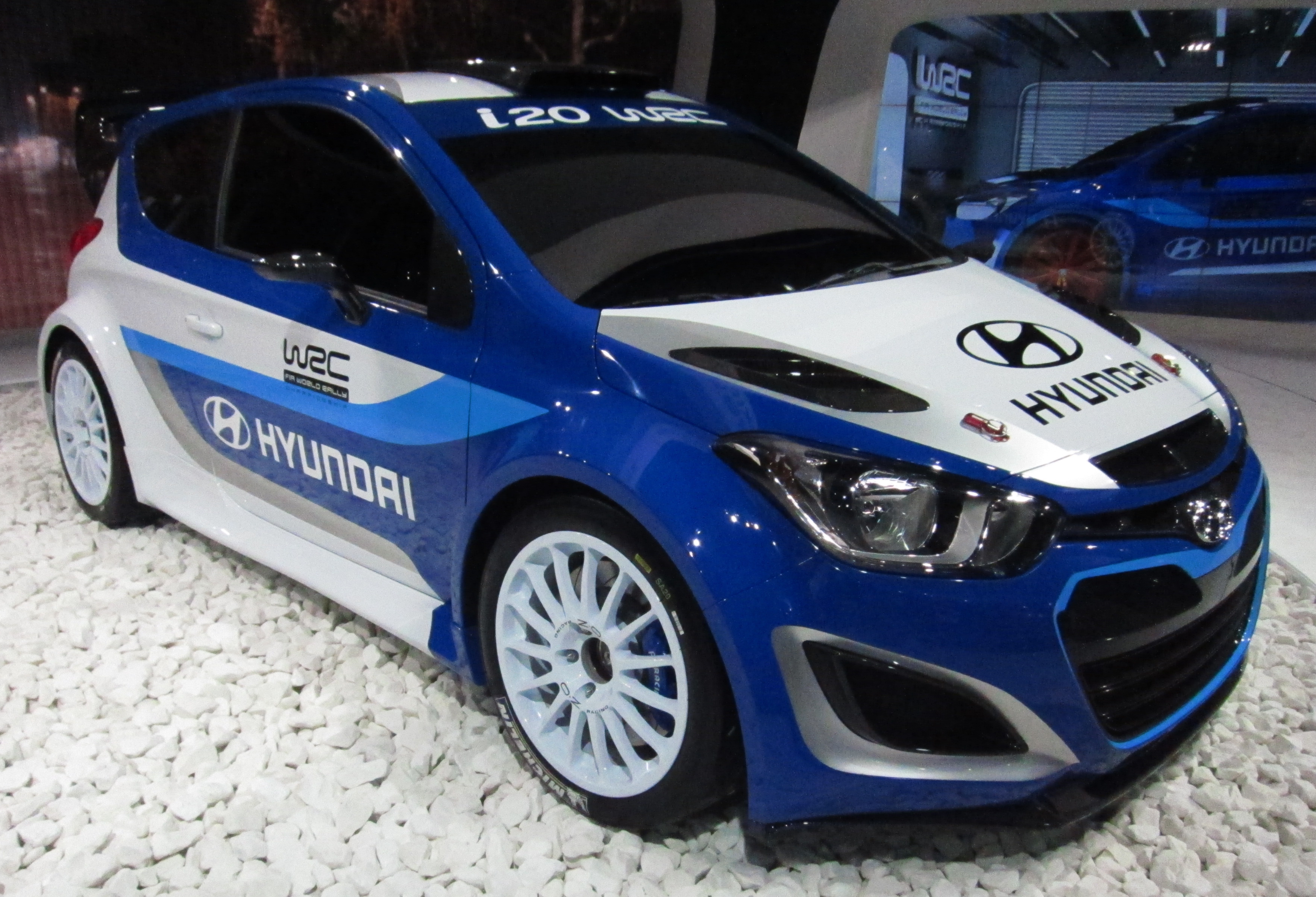
Présentation de la Hyundai i20 WRC lors Mondial de l'automobile de Paris 2012.

Le 9 février 2011, lors du Salon de Chicago, Hyundai annonce qu'il fait son retour en rallye avec la Hyundai Veloster Rally Car afin de participer au Global RallyCross Championship.
En 2012, à l'occasion Mondial de l'automobile de Paris, Hyundai annonce qu'il fera son retour en WRC pour 2013 en utilisant le modèle i20 WRC. Hyundai devrait participer à quelques épreuves en 2013, avant un programme complet en 2014.
La Hyundai i20 WRC effectue ses premiers essais en décembre 2012 en Corée du Sud puis à Francfort, en Allemagne, avec Kwang Il-Song comme pilote,.
Le 5 novembre 2013, en vue de la saison 2014, Hyundai recrute le pilote belge Thierry Neuville pour une durée de trois saisons. Il est rejoint ensuite par le Finlandais Juho Hänninen, puis par l'espagnol Dani Sordo pour disputer quelques rallyes, notamment ceux sur asphalte.

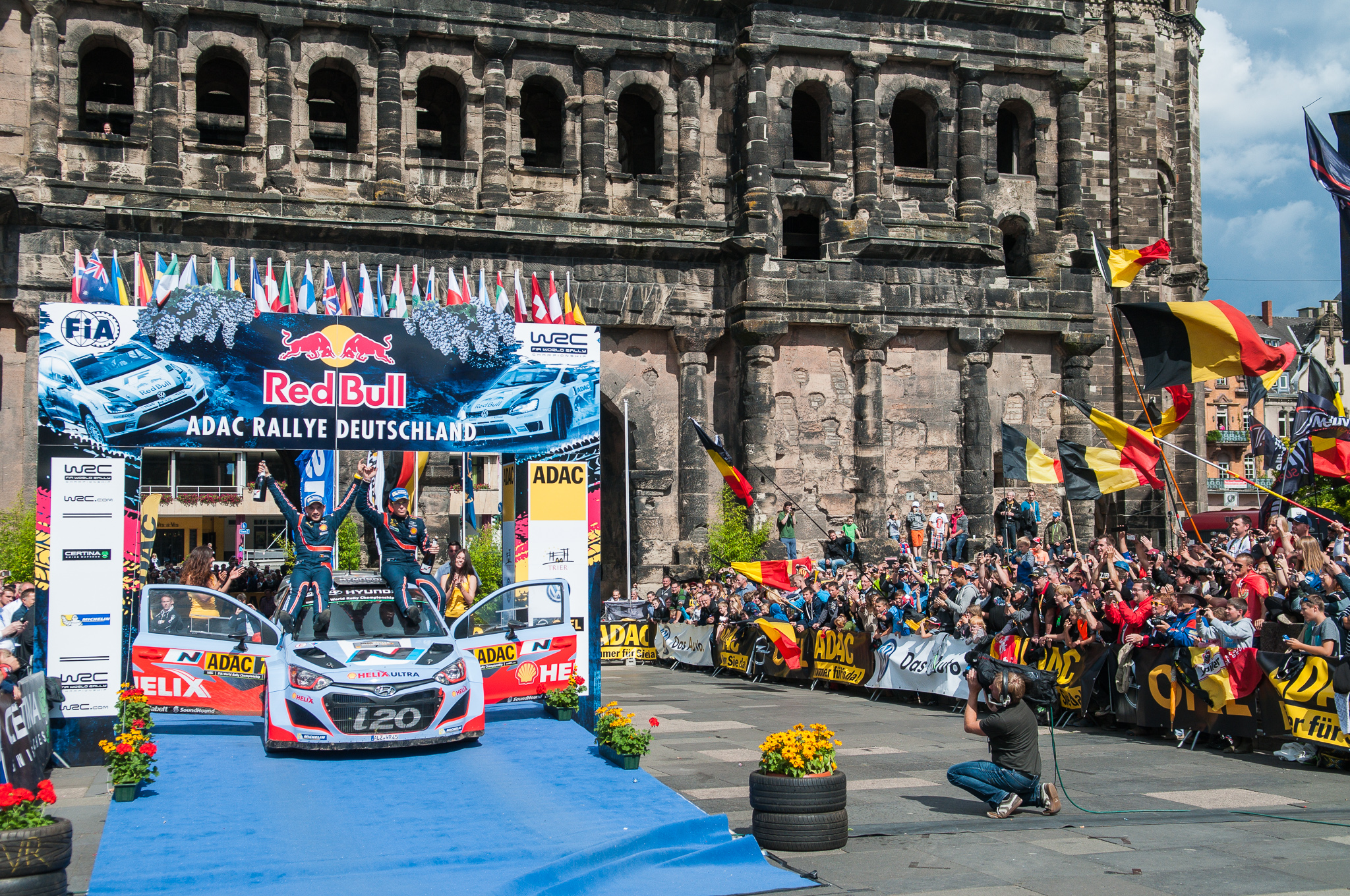
Victoire de Thierry Neuville au Rallye d'Allemagne 2014.

Le 10 décembre 2013, Hyundai dévoile sa i20 WRC et officialise le choix de ses pilotes : Thierry Neuville, Juho Hänninen, Dani Sordo et Chris Atkinson. À l'occasion du Rallye d'Allemagne, Hyundai décide de titulariser Bryan Bouffier à la place de Juho Hänninen. Surtout, Hyundai et Thierry Neuville y connaissent leur première victoire en championnat du monde. L'équipe termine la saison à la quatrième place du championnat.
La saison suivante voit trois pilotes piloter la i20 WRC : Thierry Neuville, Dani Sordo et un nouveau venu avec le néo-zélandais Hayden Paddon. Ils parviennent à monter à quatre reprises sur le podium d'un rallye, mais jamais sur la plus haute marche. L'équipe progresse cependant d'un rang au championnat constructeurs.

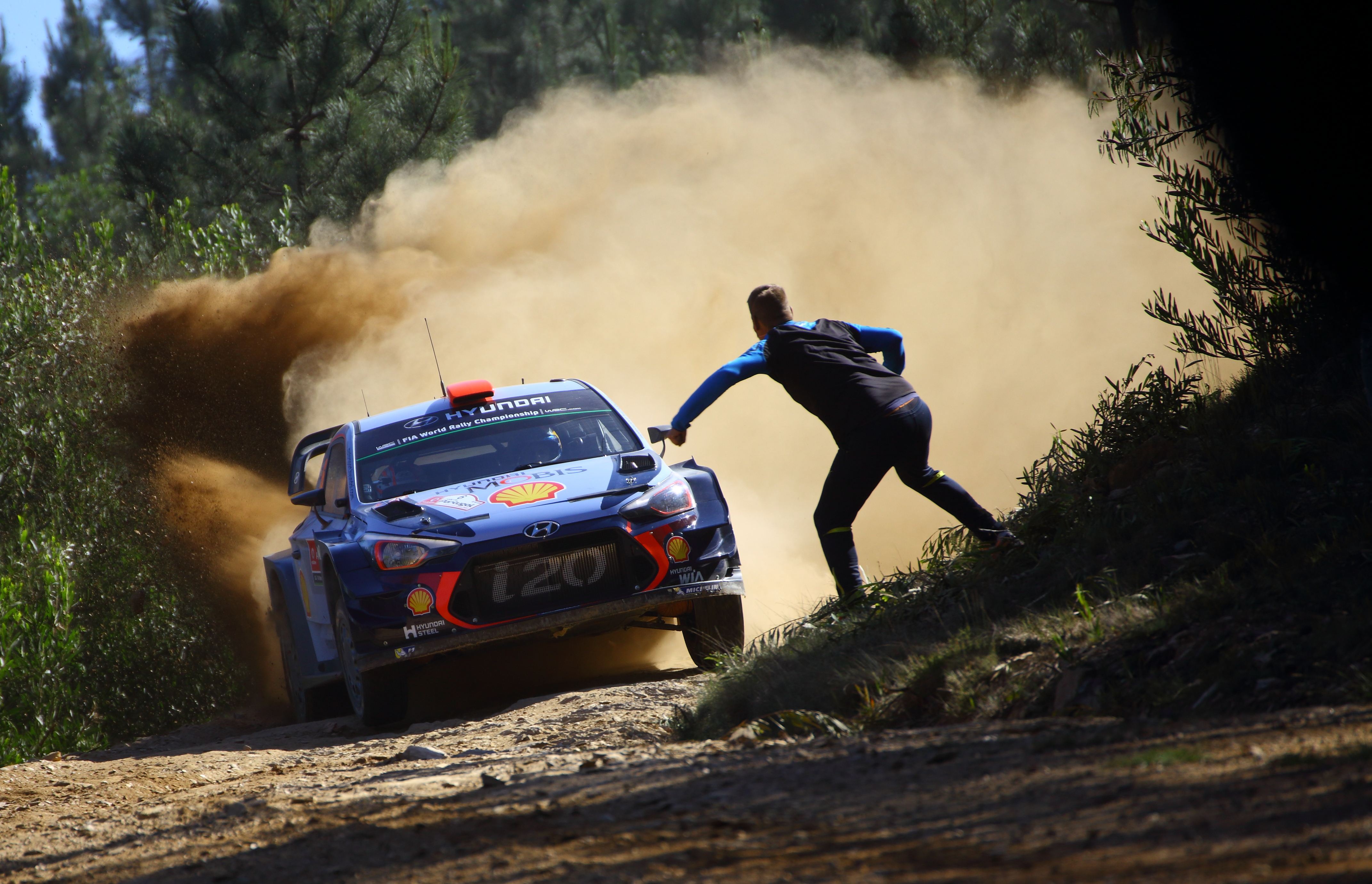
Dani Sordo au Rallye du Portugal 2017.

Pour la saison 2016, le trio de pilote est conservé. Et grâce à Hayden Paddon, l'équipe retrouve les joies de la victoire à l'occasion du Rallye d'Argentine. De plus, une seconde victoire sera acquise avec Thierry Neuville lors du Rallye de Sardaigne. Ainsi, l'équipe termine deuxième au championnat constructeurs.

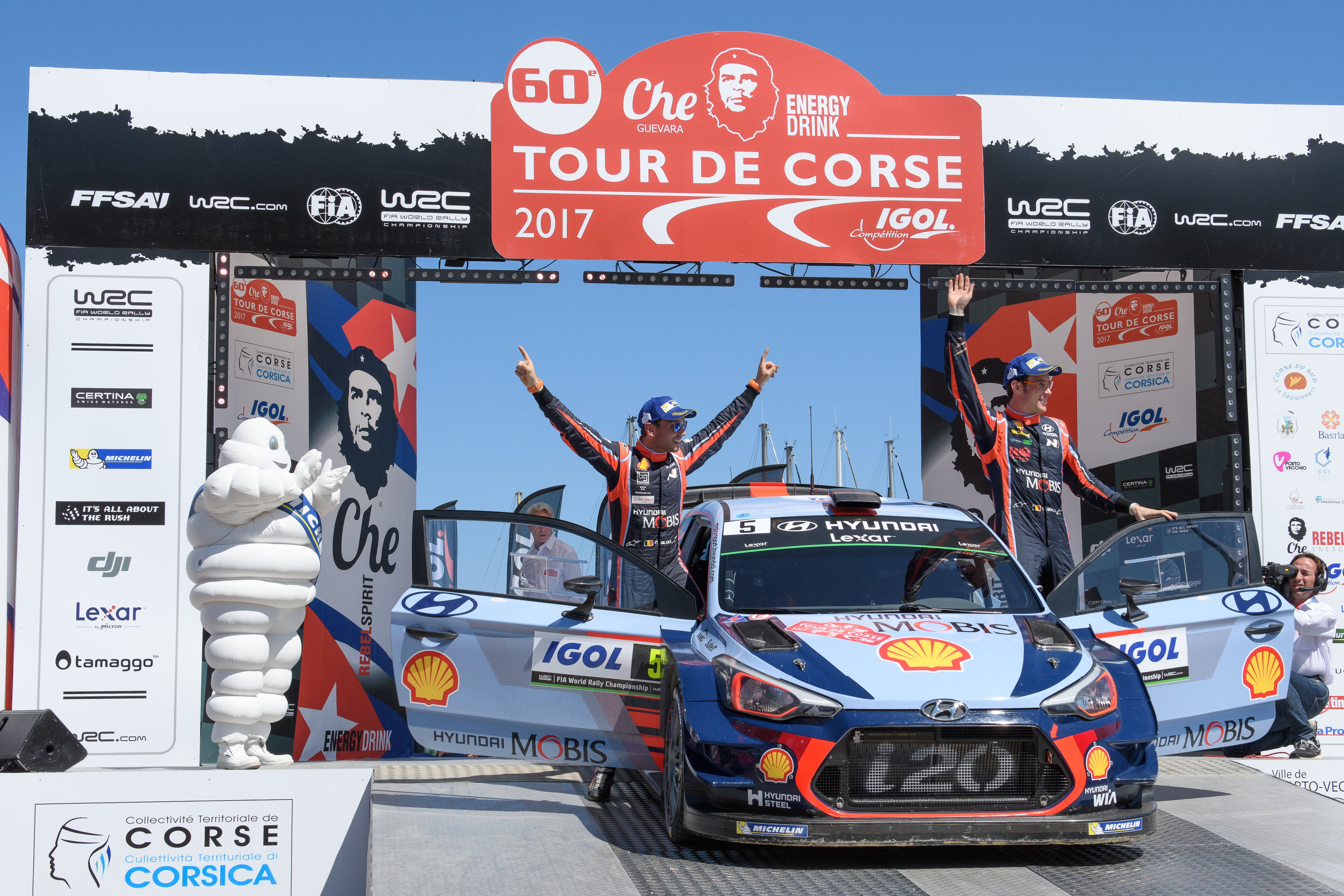
Victoire de Thierry Neuville au Tour de Corse 2017.

Malgré des changements de réglementation, Hyundai continue en WRC lors de la saison 2017, toujours avec les mêmes pilotes mais avec un nouveau modèle, la Hyundai i20 Coupe WRC. Ces nouveautés additionnées au retrait du triple tenant du titre Volkswagen font que la saison est plus indécise. Dans ce contexte, l'équipe engrange quatre victoires, toutes obtenues par Thierry Neuville et Nicolas Gilsoul. Cependant, le manque de fiabilité constaté tout au long de la saison fait que les titres pilotes et constructeurs ne leur reviennent pas.

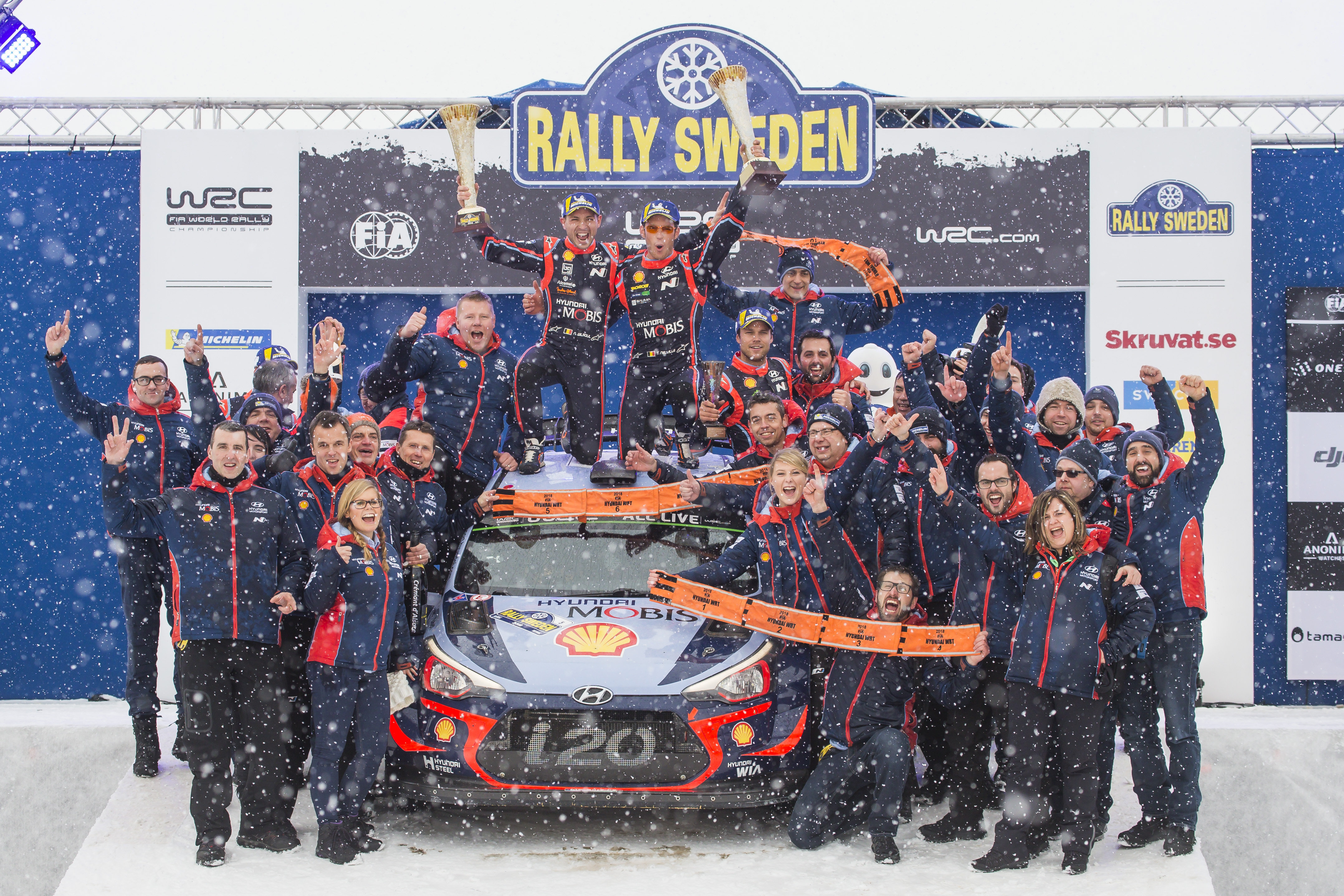
Victoire de Thierry Neuville au Rallye de Suède 2018.

La saison 2018 suivante voit le norvégien Andreas Mikkelsen rejoindre l'équipe pour un engagement complet, obligeant Hayden Paddon et Dani Sordo à se partager une troisième voiture.

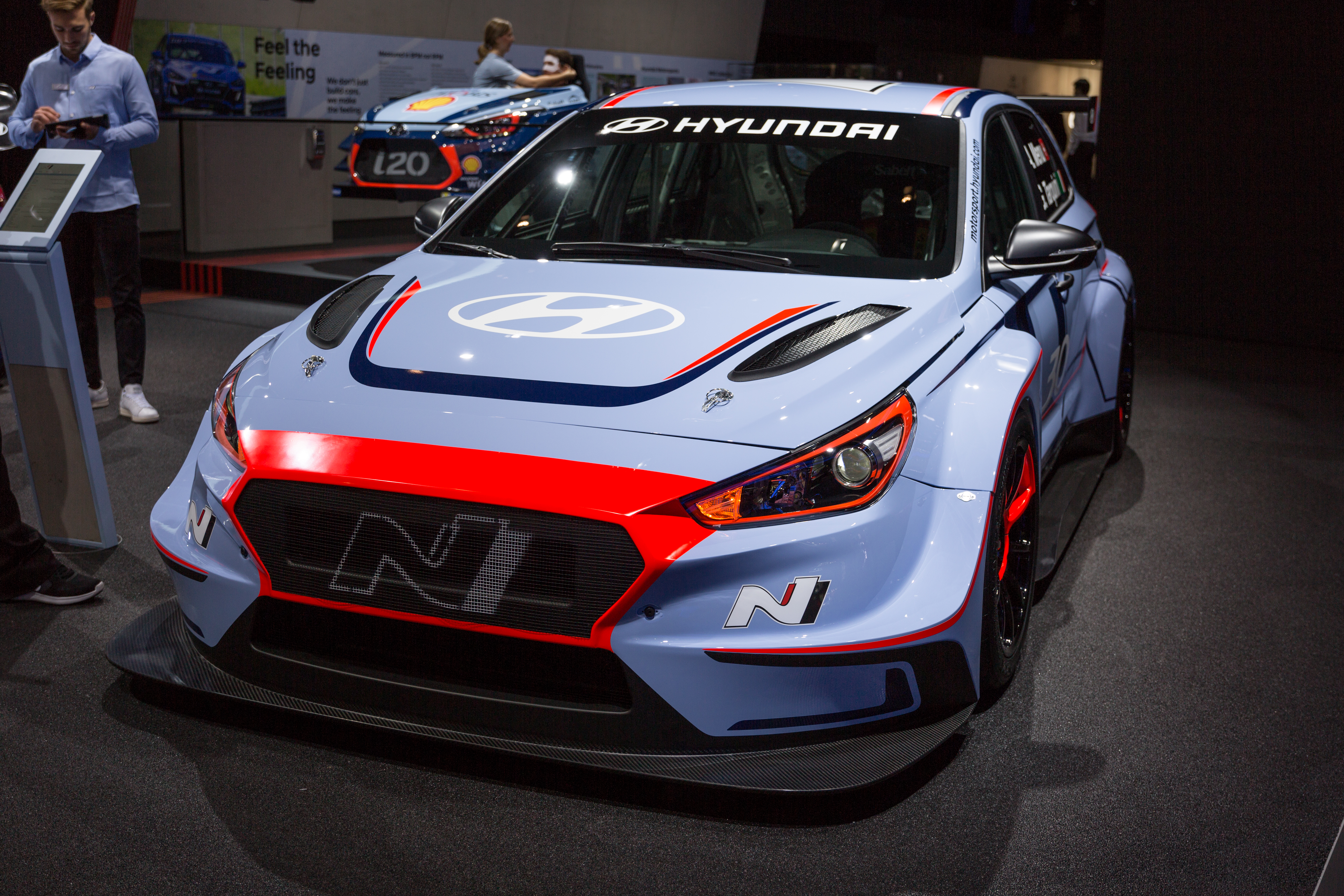
Hyundai i30 N TCR exposée au Salon de l'automobile de Francfort 2017.

Outre les WRC, WRC2 et R5, Hyundai Motorsport développe également à partir de 2017 une Hyundai i30 pour la catégorie TCR, destinée à des équipes clientes. Elle est engagée par la suite en WTCR. En 2020, la Hyundai Elantra TCR est dévoilée, elle remplace la i30 N TCR.

## Palmarès

### Palmarès en championnat du monde des rallyes (WRC)
Pilote 
|      |                  |                      |  |  |  |  |  |  |  |
| 2024 | Thierry Neuville | Hyundai i20 N Rally1 |  |  |  |  |  |  |  |

Constructeur  
|      |                       |  |  |  |  |  |  |  |  |
| 2019 | Hyundai i20 Coupe WRC |  |  |  |  |  |  |  |  |
| 2020 | Hyundai i20 Coupe WRC |  |  |  |  |  |  |  |  |

### Résultats en championnat du monde des rallyes (Équipe A)
| Saison | Écurie                                | Voiture       | Pilotes                                                                                                | Points inscrits | Classement |
| ------ | ------------------------------------- | ------------- | --- | --------------- | ---------- |
| 2000   | Hyundai World Rally Team              | Accent WRC    | Kenneth Eriksson Alister McRae Michael Guest                                                           | 8               | 6e         |
| 2001   | Hyundai World Rally Team              | Accent WRC    | Piero Liatti Kenneth Eriksson Alister McRae Juha Kankkunen                                             | 17              | 6e         |
| 2002   | Hyundai World Rally Team              | Accent WRC    | Armin Schwarz Freddy Loix Juha Kankkunen Tomasz Kuchar Kristian Kolberg Thomas Kolberg Natalie Barratt | 10              | 4e         |
| 2003   | Hyundai World Rally Team              | Accent WRC    | Armin Schwarz Freddy Loix Jussi Välimäki Justin Dale Manfred Stohl                                     | 12              | 6e         |
| 2014   | Hyundai Shell World Rally Team        | i20 WRC       | Thierry Neuville Dani Sordo Juho Hänninen Chris Atkinson                                               | 187             | 4e         |
| 2015   | Hyundai Motorsport                    | i20 WRC       | Thierry Neuville Dani Sordo Hayden Paddon                                                              | 224             | 3e         |
| 2016   | Hyundai Motorsport                    | i20 WRC       | Thierry Neuville Dani Sordo Hayden Paddon                                                              | 312             | 2e         |
| 2017   | Hyundai Motorsport                    | i20 Coupe WRC | Thierry Neuville Dani Sordo Hayden Paddon                                                              | 261             | 2e         |
| 2018   | Hyundai Shell Mobis World Rally Team  | i20 Coupe WRC | Andreas Mikkelsen Thierry Neuville Dani Sordo Hayden Paddon                                            | 341             | 2e         |
| 2019   | Hyundai Shell Mobis World Rally Team  | i20 Coupe WRC | Andreas Mikkelsen Thierry Neuville Dani Sordo Sébastien Loeb                                           | 380             | 1er        |
| 2020   | Hyundai Shell Mobis World Rally Team  | i20 Coupe WRC | Ott Tanak Thierry Neuville Sébastien Loeb Dani Sordo Craig Breen                                       | 241             | 1er        |
| 2021   | Hyundai Motorsport                    | i20 Coupe WRC | Ott Tanak Thierry Neuville Dani Sordo Craig Breen Teemu Suninen                                        | 462             | 2e         |
| 2022   | Hyundai Shell Mobis World Rallye Team | i20 N Rally1  | Ott Tanak Thierry Neuville Dani Sordo Oliver Solberg                                                   | 457             | 2e         |

### Résultats en championnat du monde des rallyes (Équipe B)
| Saison | Écurie                 | Voiture       | Pilotes                                                 | Points inscrits | Classement |
| ------ | ---------------------- | ------------- | ------------------------------------------------------- | --------------- | ---------- |
| 2014   | Hyundai Motorsport N   | i20 WRC       | Dani Sordo Hayden Paddon Bryan Bouffier                 | 28              | 7e         |
| 2015   | Hyundai Motorsport N   | i20 WRC       | Kévin Abbring Hayden Paddon Dani Sordo Thierry Neuville | 67              | 6e         |
| 2016   | Hyundai Motorsport N   | i20 WRC       | Hayden Paddon Kévin Abbring Dani Sordo Thierry Neuville | 146             | 5e         |
| 2020   | Hyundai 2C Competition | i20 coupe WRC | Pierre-Louis Loubet Ole Christian Vieby                 | 8               | 4e         |
| 2021   | Hyundai 2C Competition | i20 coupe WRC | Pierre-Louis Loubet Oliver Solberg Nils Solans          | 68              | 4e         |